# Unteraltertheim
Unteraltertheim (unterfränkisch: Ünneralderde)  ist ein Gemeindeteil der Gemeinde Altertheim im unterfränkischen Landkreis Würzburg in Bayern. Das Pfarrdorf Unteraltertheim ist der zweitgrößte Gemeindeteil neben Oberaltertheim und Steinbach. 2007 wurden in Unteraltertheim 854 Einwohner gezählt.

## Geschichte
Der Ort wurde im Jahre 775 erstmals urkundlich erwähnt. Vom 17. Jahrhundert bis zum Novemberpogrom 1938 gab es eine jüdische Gemeinde mit eigener Synagoge.
Seit der Gebietsreform in Bayern bildet Unteraltertheim mit Oberaltertheim und Steinbach die neue Gemeinde Altertheim.

## Wirtschaft und Infrastruktur
Im Ort gibt es zwei Fußballplätze, eine Kegelbahn, eine Turnhalle und im Winter eine Natureisbahn. Ein Tennisplatz ist auch vorhanden.
Der Welzbachtalradweg verbindet den Ort nach etwa zehn Kilometern in südwestlicher Richtung in Werbach mit dem Taubertalradweg. In nordöstlicher Richtung führt der Welzbachtalradweg bis nach Oberaltertheim. Von dort besteht über weitere Radwege ein Anschluss bis zum Main-Radweg bei Würzburg.